# Olaria

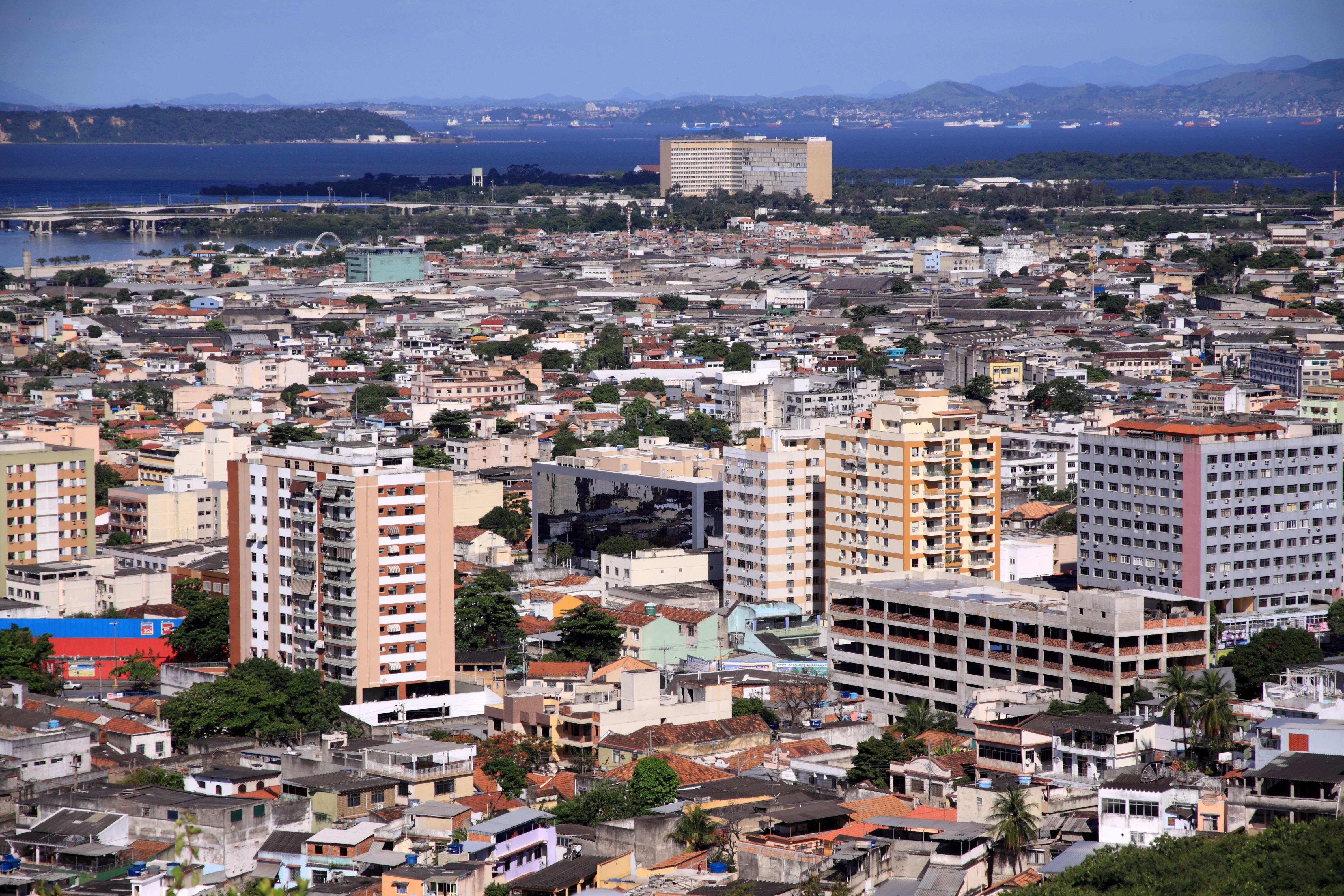
Vista parcial del barri

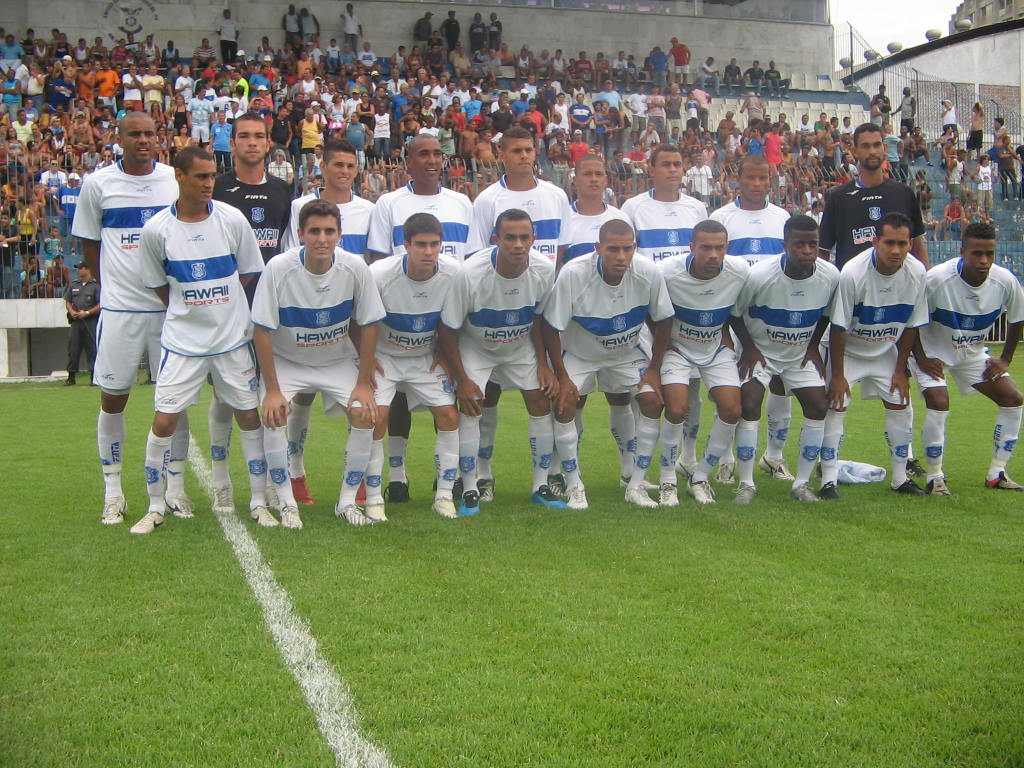
Olaria subcampió Carioca de la Sèrie B 2009.

Olaria és un barri de la Zona de Leopoldina, regió històrica de la Zona Nord del municipi del Rio de Janeiro, al Brasil. La seva població original era composta, bàsicament, d'immigrants portuguesos i, en menor quantitat, italians. El seu índex de desenvolupament humà l'any 2000 era de 0,853: el 52 millor de la ciutat de Rio de Janeiro. Els seus carrers tenen, en general, caràcter estrictament residencial, amb cases i edificis de bon nivell.
L'estadi del Carrer Bariri, que pertany a l'Olaria Atlético Clube, està localitzat en el barri.
Olaria limita amb els barris de la Penha, Ramos i Complexo do Alemão.
Està localitzada, en el barri, la seu del Fórum Regional da Leopoldina, que, el 2011, va inaugurar el seu nou edifici en el carrer Filomena Nunes, proper a l'estadi de l'Olaria.

## Història
L'origen del nom Olaria es va donar pels senyors del sucre, que mantenien en el lloc incomptables forns, sent la primera terrisseria (olaria) construïda el 1821 per iniciativa de la família Pereira, aprofitant l'abundància d'argila procedent del Moro de l'Alemão pertanyent en aquella època a aquella família.
Amb la implantació de la línia de tren, iniciada el 1882, i de les primeres parades (Olaria, Bonsucesso i Ramos), va ser evident que el negoci prosperaria. Al voltant de 1886, el progrés va ser marcat pel xiulet de la locomotora de la línia del Nord.
Les terrisseries primitives es van convertir en potències econòmiques que caracteritzaven el barri. Destacar la important fàbrica, que va ser construïda en la Carretera de la Penha, més tard denominada Democráticos, i avui Rua Uranos. Una altra important ceràmica, també en la Rua Uranos, va ser la de la firma de Bernardo de Mello i Custódio Ornellas, d'acord amb Jorge Raed, de família pionera d'Olaria i estudiós de la història del barri i d'Olaria.
La tradició es va mantenir en el llenguatge popular: la localitat primitiva va passar a ser coneguda com a "Olaria", conservant-se fins als nostres dies, malgrat que l'estació va canviar el seu nom a "Pedro Ernesto".
La construcció de l'Avinguda Brasil, durant l'administració de l'alcalde Henrique Dodsworth, va determinar la integració definitiva del barri d'Olaria a la ciutat, tot i que el seu traçat va acabar destruint importants vestigis de la història preexistent del barri. L'Estació de Tren d'Olaria es deia "Pedro Ernesto". La Carretera Engenho da Pedra va guanyar aquest nom per una fàbrica de maons.

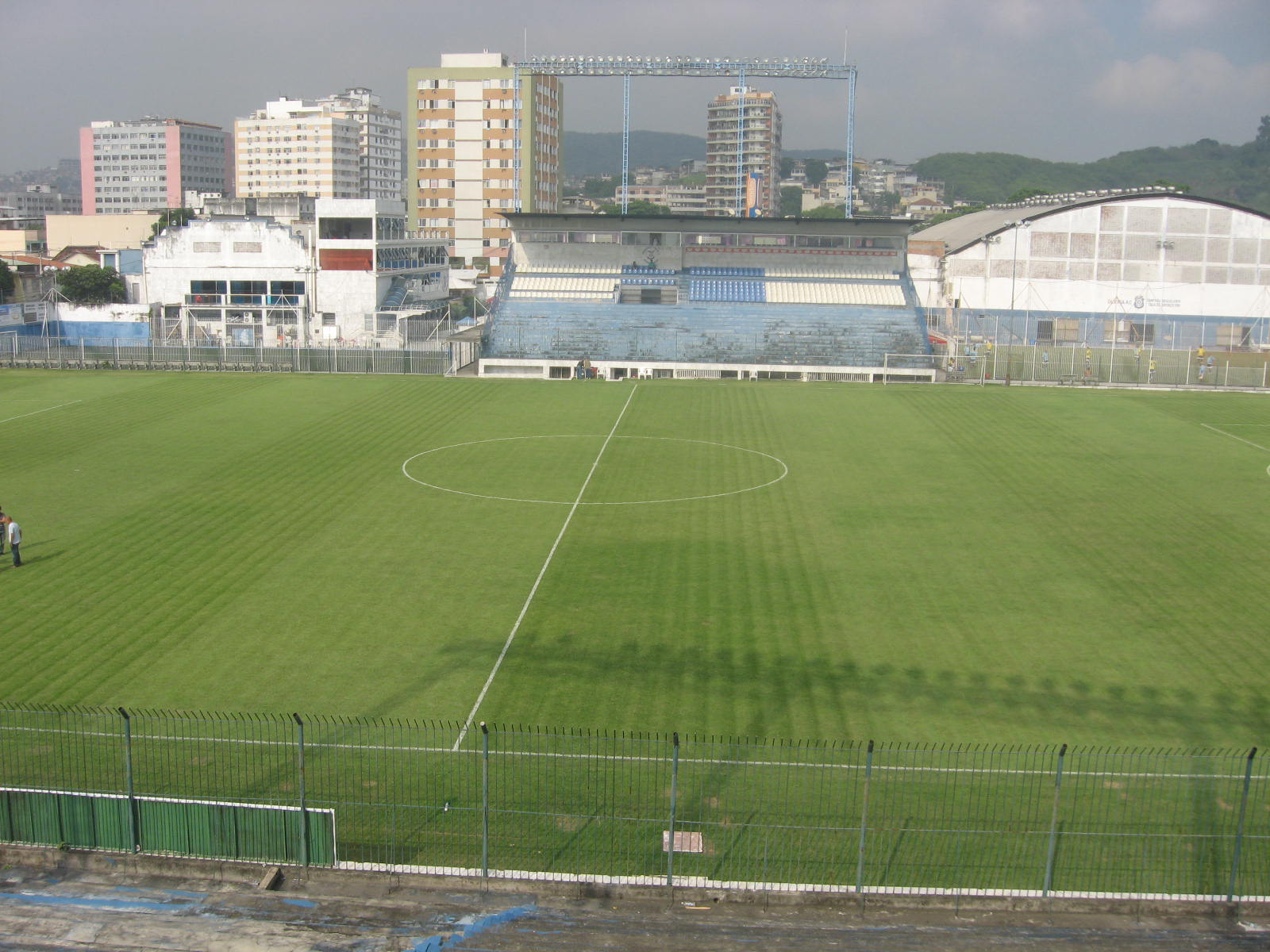
Estadi Antônio Vieira Mourão Fill de l'Olaria Atlético Clube (conegut com a Carrer Bariri).

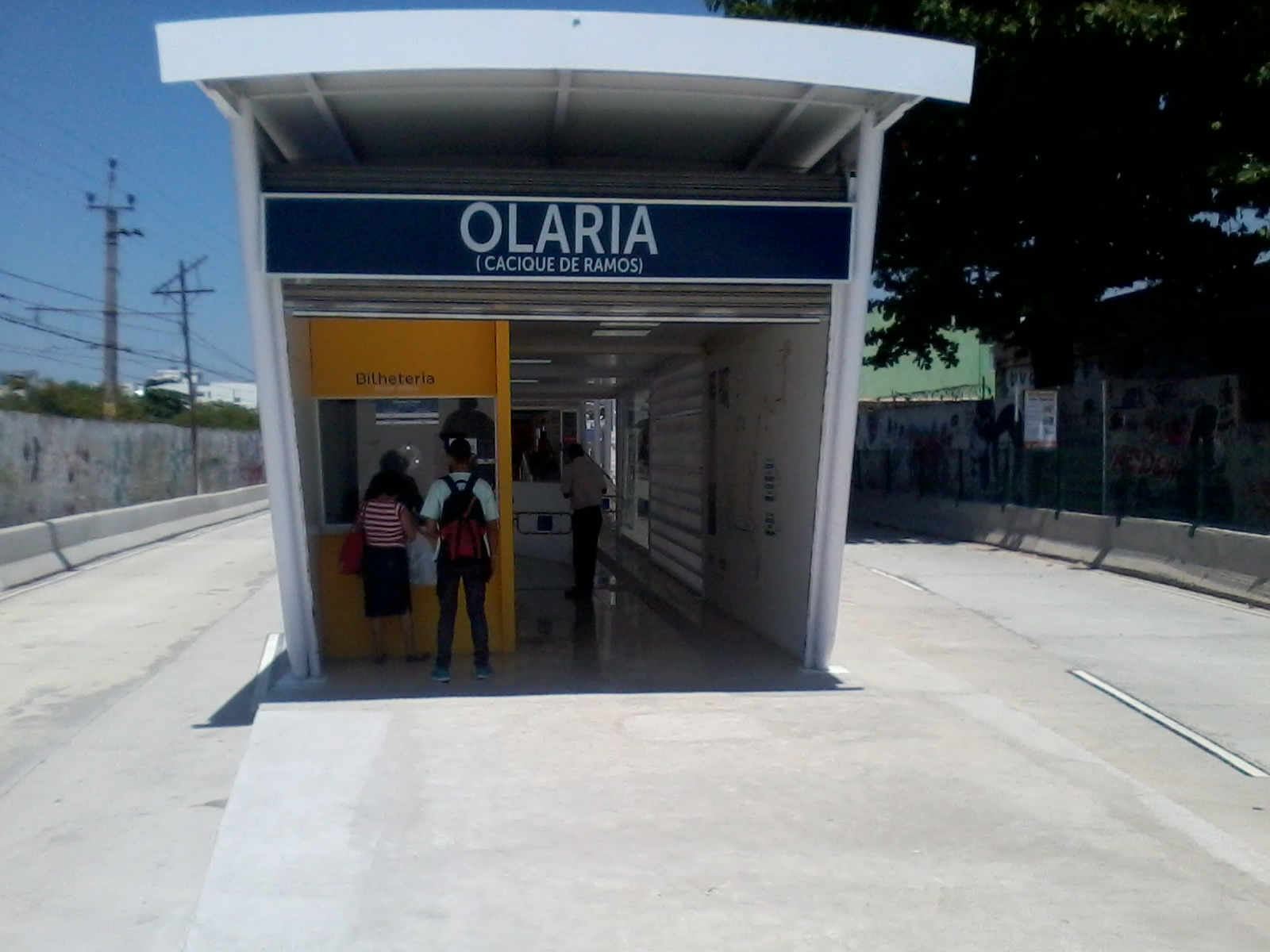
Entrada de l'Estació BRT Olaria (Cacique de Ramos)